# Departamentul Kollo
Departamentul Kollo este un departament din  regiunea Tillabéri, Niger, cu o populație de 308.627 locuitori (2001).